# Bořetice (kraj Wysoczyna)
Bořetice – gmina w Czechach, w powiecie Pelhřimov, w kraju Wysoczyna.
1 stycznia 2017 gminę zamieszkiwało 65 osób, a ich średni wiek wynosił 47,0 roku.